# Bibliothèque Marguerite-Durand
De bibliothèque Marguerite-Durand is een Franse bibliotheek over vrouwengeschiedenis, feminisme en gender. De bibliotheek in Parijs werd in 1932 geopend nadat de journalist en feminist Marguerite Durand (1864-1936) tijdens haar leven haar bibliotheek aan de stad Parijs had nagelaten.

## Geschiedenis
Kort na de oprichting van haar krant La Fronde in 1897 zette Marguerite Durand op het kantoor van de krant aan de rue Saint-Georges 14 in Parijs een kleine bibliotheek op die door de medewerksters van de krant gebruikt kon worden. Durand en haar medewerksters vulden talloze thematische en biografische knipselmappen. Via La Fronde deed Durand daarnaast een beroep op de lezers van de krant om boeken over vrouwen en feminisme te doneren aan de bibliotheek. Tijdens haar hele carrière verzamelde Durand alle documenten die ze ontving of aankocht. Omdat Durand niet wilde dat haar hele bibliotheekcollectie na haar dood uit elkaar gehaald of vernietigd zou worden, liet ze het al tijdens haar leven na aan de stad Parijs.
Na de schenking werd de bibliotheek overgebracht naar de eerste verdieping van het stadhuis van het vijfde arrondissement aan de Place du Pantheon. Tijdens de Tweede Wereldoorlog bezetten de Duitsers het stadhuis en was de bibliotheek gesloten. Pas in 1964 worden de wanordelijke dossiers, waarvan een deel was vernietigd, beoordeeld en geclassificeerd. Giften en een acquisitiestrategie zorgden ervoor dat de collecties regelmatig worden uitgebreid. In 1989 verhuisde de bibliotheek naar het 13e arrondissement van Parijs.
In 2016 legde de raad van Parijs een stemming voor aan haar inwoners over de oprichting van een kenniscentrum voor feministische literatuur. Hierin zou de bibliotheek van Marguerite Durand ook opgenomen worden. Na protesten, onder meer ingegeven door de vrees dat de bibliotheek haar onafhankelijkheid zou verliezen, wordt van dit plan afgezien.

## Collecties
De bibliothèque Marguerite-Durand bewaart talloze documenten waaronder manuscripten. De oudste boeken dateren uit de 17e eeuw. Zo zijn bijvoorbeeld Observations diverses sur la stérilité, perte de fruict, fécondité, accouchements et maladies des femmes (1609) van Louise Bourgeois, de verloskundige van Maria de' Medici, De l’égalité des deux sexes (1673) van François Poullain de La Barre, de werken van Olympe de Gouges, en Flora Tristan in de bibliotheek te vinden.
De collecties van de Bibliothèque Marguerite-Durand omvatten onder andere:
- meer dan 45.000 boeken en brochures sinds de zeventiende eeuw over feminisme, de rol en plaats van vrouwen in de maatschappij, kunst, wetenschap, sport. De bibliotheek bezit talloze originele uitgaven van literaire werken die door vrouwen geschreven zijn.
- 1.100 titels van feministische tijdschriften sinds de achttiende eeuw met zeldzame titels als La Spectatrice (1728-1729), La Femme libre (1832-1834) en La Voix des Femmes (1848). De bibliotheek beheert bijna alle feministische tijdschriften uit de negentiende en twintigste eeuw waaronder voor de eerste feministische golf Le Droit des femmes (1869), La Citoyenne (in 1881 opgericht door Hubertine Auclert, een van de eerste Franse suffragistes), La Fronde (1897-1905) opgericht door Durand zelf), La Française opgericht door Jane Misme in 1906, La Suffragiste (in 1908 opgericht door Madeleine Pelletier). Ook titels als  Le Torchon brûle, Histoires d’elles, Sorcières, Les Femmes s'entêtent van de Mouvement de libération des femmes (MLF) zijn in de bibliotheek opgenomen.
- Meer dan 5.000 documentatiemappen gevuld sinds de oprichting van La Fronde, geclassificeerd naar persoon en onderwerp. Deze documentatiemappen zijn gevuld met krantenartikelen, biografische notities, statuten, uitnodigingen, programma's.
- 4.500 gesigneerde brieven en manuscripten van vrouwelijke schrijvers, kunstenaars, wetenschappers, reizigers, feministen, politici en journalisten zoals George Sand, Louise Colet, Louise Michel, Sarah Bernhardt, Colette, Alexandra David-Néel.
- Een beeldbank met oude en moderne portretten van vrouwelijke schrijvers, kunstenaars, politici, feministen, kostuums en regionale klederdrachten en vrouwen op het werk op meer dan 3.500 ansichtkaarten, 4.200 foto's en 1.000 affiches.

## Archieven
De bibliotheek bezit ook ongeveer dertig archieven van instellingen en personen zoals  Anaïs Nin, Nelly Roussel (1878-1922), Jane Misme directeur van La Française, Eugénie Cotton, Thérèse Clerc en Anne Zelensky.